# Geografia Jan Mayen

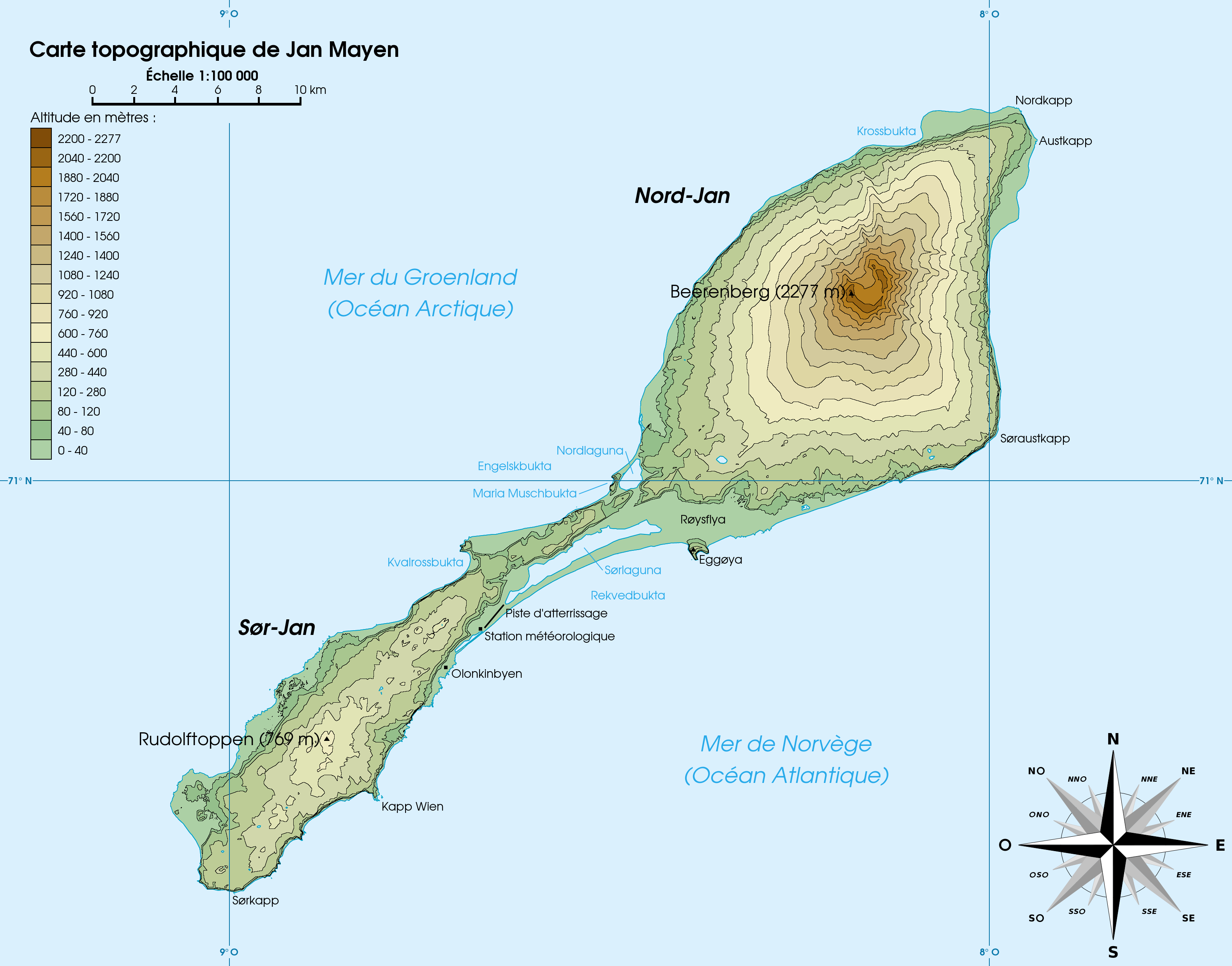
Mapa topograficzna Jan Mayen

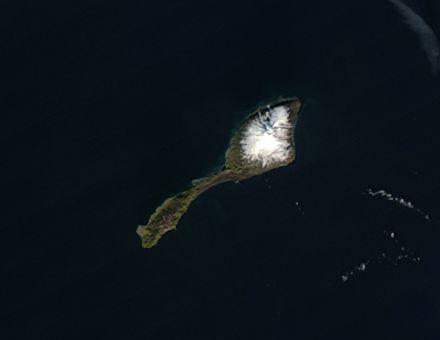
Zdjęcie satelitarne Jan Mayen

Jan Mayen jest niewielką wyspą, która ma status autonomicznego terytorium pod administracją norweską. Jan Mayen leży za kołem polarnym na północnym skraju Oceanu Atlantyckiego. Ta w większości górzysta wyspa charakteryzuje się bardzo skąpą roślinnością i subarktycznym klimatem. Nie jest stale zamieszkana, na wyspie istnieje tylko stacja badawcza Olonkinbyen.

## Powierzchnia, położenie i skrajne punkty
Powierzchnia – 380 km² co odpowiada wielkością dużego polskiego miasta np. Krakowa od którego wyspa jest nieco większa.
Położenie – Jan Mayen leży na północnym skraju Oceanu Atlantyckiego, leży prawie 910 km na północny zachód od wybrzeży Norwegii i 480 km na wschód od Grenlandii.
Skrajne punkty: północny 71°10′N, południowy 70°49′N, zachodni 9°05′W, wschodni 7°54′W. Wyspa ciągnie się na długości 53 km z północnego wschodu na południowy zachód. Przeciętna szerokość wyspy wynosi od 3 do 17 km.
Linia brzegowa – 124 km.

## Ukształtowanie poziome i pionowe

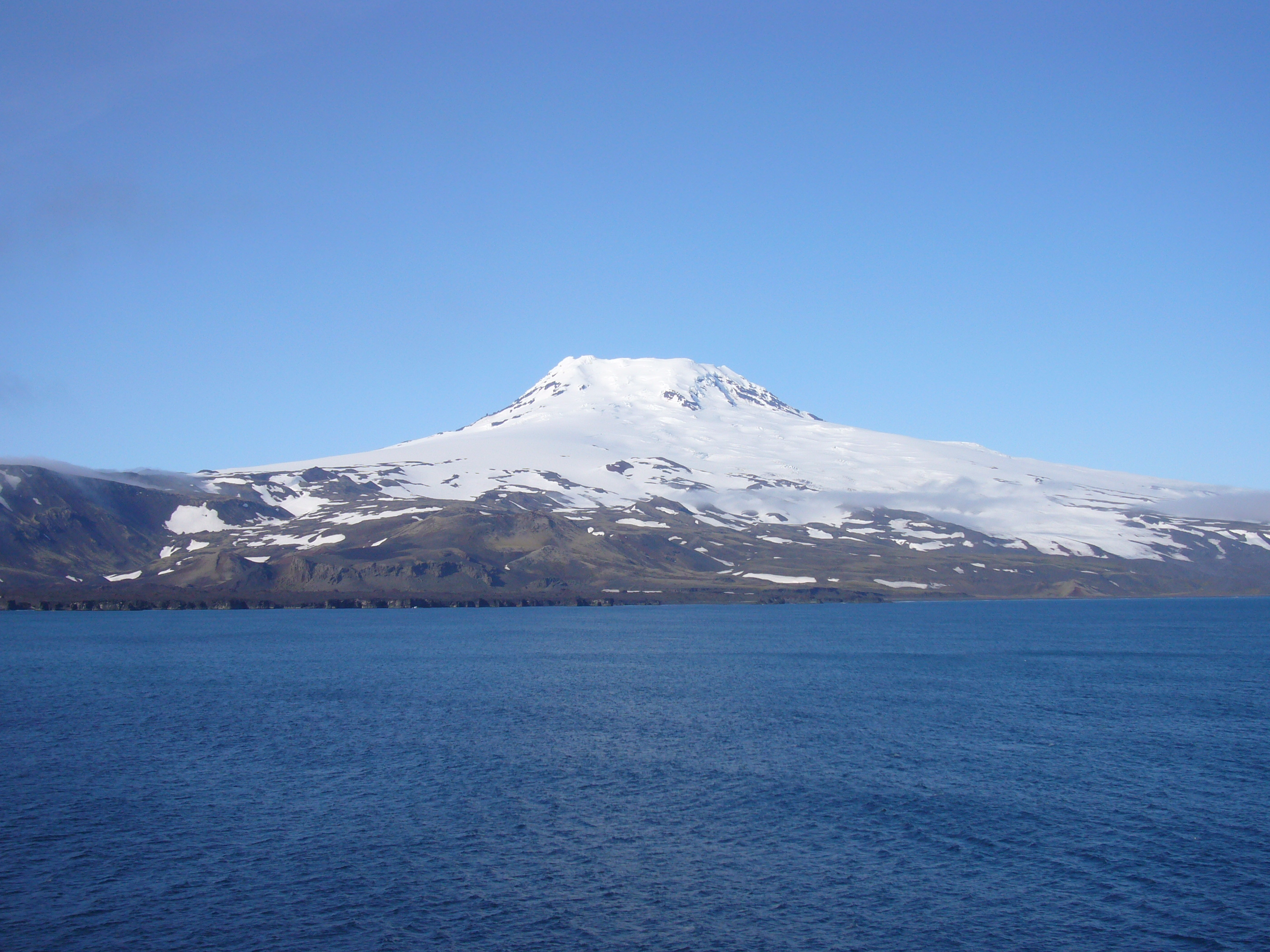
Jan Mayen – Beerenberg

Linia brzegowa Jan Mayen jest słabo rozwinięta, istnieje tylko kilka niewielkich łagodnych zatok. Wybrzeże w wielu miejscach jest skaliste i klifowe, w innych znowu tylko skaliste, w pozostałych miejscach wybrzeże jest niskie. Wybrzeże jest poszarpane, przez działanie wód oceanicznych, pogody jak działalności lodowców. Klify w wielu miejscach przybierają malowniczy charakter, gdzie występują formy skalne w postaci baszt i bram wyciętych przez fale.
Jan Mayen jest wyspą pochodzenia wulkanicznego, skład się z dwóch części: długiego na 27 km wąskiego półwyspu, i szerokie na 15–18 km cypla, na którego obszarze wznosi się wulkan. Wyspa leży w pobliżu podmorskiego uskoku, gdzie łączą się płyty: północnoamerykańska i euroazjatycka. Wyspa zbudowana jest ze skał wulkanicznych, głównie z bazaltów. Najwyższym punktem Jan Mayen jest wulkan Beerenberg o wysokości 2277 m n.p.m. Wulkan jest wciąż aktywny, poważna erupcja miała miejsce we wrześniu 1970 roku, w wyniku której powierzchnia wyspy powiększyła się o 3,5 km². Ostatnia w 1985 roku. Wulkan wieńczy ogromny krater o średnicy 1,5 km. Wyspa jest górzysta, także jej wąska odnoga zawiera wzniesienia o wysokości rzędu 200–600 m n.p.m. Niziny ograniczają się od wybrzeża, oraz przewężenia łączącego wulkaniczny cypel z odnogą.

## Klimat

Klimatogram Jan Mayen

Jan Mayen leży w strefie klimatu subpolarnego, morskiego. Na wyspie jest wilgotno i zimno. Wyspa przez większość roku znajduje się pod wpływem mas arktycznego powietrza.
Zimy są mroźne i średnie wartości wynoszą zawsze poniżej zera, minimalne wartości sięgają –30 °C, latem także jest zimno, ale nie mroźno. Średnie letnie wartości wynoszą nieco powyżej zera, a maksymalne temperatury mogą w ciągu dnia osiągnąć 15 °C. Generalnie przez cały rok jest zimno – wpływ oceanu jest niewielki i odzwierciedla się jedynie w wysokiej wilgotności powietrza, która przez cały rok wynosi około 85%.
Wpływ oceanu jest niewielki; potęguje to bliskość ogromnej masy lądowej Grenlandii, toteż opady są niewielkie. Opady sięgają 400 mm rocznie. Co niezwykłe, przez większą część roku utrzymuje się duże zachmurzenie, a do częstych zjawisk należą mgły. W ciągu roku występują one średnio w trakcie 90 dni. Kolejną charakterystyczną cechą są silne wiatry, wiejące na wyspie przez cały rok. Opady przez znaczną część roku występują w postaci śniegu, jednak w półroczu letnim najczęściej mają postać deszczu ze śniegiem i marznącego deszczu.

## Wody
Wody powierzchniowe są obfite. Region Beerenberg pokryty jest lodowcem. Lodowiec Welprechta znajduje się w obrębie krateru, skąd promieniście ku wybrzeżom spływają jęzory lodu. Cieki wodne w zasadzie nie istnieją poza kilkoma strumieniami wypływającymi z lodowca. Na przewężeniu znajdują się dwa płytkie jeziora lagunowe ze słonawą wodą.

## Flora i fauna
Roślinność jest bardzo skąpa, w wielu miejscach występują jedynie nagie skały, a spora część cypla zajęta jest przez lodowce. Występuje roślinność tundrowa – powszechnymi formacjami są skąpe trawy, porosty, mchy i krzewinki. Na Jan Mayen nie ma drzew ani krzewów.
Świat zwierząt jest jednak dość bogaty, z uwagi na występowanie licznych kolonii ptaków migrujących. Ptactwo morskie jest bardzo liczne, na skałach gniazdują fulmary, maskonury, traczyki lodowe i mewy trójpalczaste. Na wyspie spotkać można też rybitwy popielate, nurzyki i wydrzyki. Świat ssaków jest o wiele uboższy, jedyni ich przedstawiciele to lisy polarne, zaś niedźwiedzie polarne przebywają okresowo – na Jan Mayen dostają się płynąc krami lodowymi.